# Alekseï Tchirikov
Pour les articles homonymes, voir Tchirikov.
Alekseï Ilitch Tchirikov (en russe : Алексей Ильич Чириков), né le 24 décembre 1703 à Toula et mort le 4 juin 1748 à Moscou, est un navigateur et explorateur russe.

## Biographie
Né dans une famille de la petite noblesse, il passe son enfance à Moscou. Il entre en 1715 à la Moscow School of Mathematics and Navigation et, étant parmi les vingt meilleurs de l'école, est appelé à l'Académie navale de Saint-Pétersbourg.
En 1721, Tchirikov est diplômé de l'Académie navale de Saint-Pétersbourg et est aussitôt promu sous-lieutenant (le seul avec Stepan Malyguine. Il sert alors dans la flotte russe de la Baltique mais, après quelques mois, est rappelé à l'Académie pour y devenir professeur de navigation. Il n'a pourtant que dix-neuf ans. Il prend à peine ses fonctions lorsqu'il reçoit l'ordre de rejoindre l'expédition de Béring.
Commandant d'un navire, il seconde ainsi Vitus Béring, dans ses deux expéditions au Kamtchatka. Le 29 juillet 1728, ils arrivent au golfe d'Anadyr puis longent la presqu'île des Tchouktches. Ils découvrent l'île Saint-Laurent et entrent dans le détroit que James Cook nommera plus tard en l'honneur de Béring. Ils hivernent ensuite à Nijne-Kamtchatsk avant de repartir pour une deuxième expédition (5 juin 1729), en naviguant cette fois vers l'est. Le vent fort et le brouillard les contraignent à revenir à Okhotsk le 23 juillet puis à rejoindre Saint-Pétersbourg le 1er mars 1730.
Lorsque Béring obtient en 1732 le commandement de sa deuxième expédition, il s'adjoint de nouveau Tchirkov et Spangberg car il les trouve, malgré leur caractère opposé, complémentaires. Les deux hommes sont alors promus capitaine (janvier 1733). Spangberg part le 23 février et est suivi le 2 mars par Béring et Tchirikov. Tobolsk est atteinte en fin 1733 et Obdorsk le 11 juin. Les explorateurs entrent ensuite dans le golfe de l'Ob où les glaces les bloquent.
En 1736, il est à Yakoutsk avec Béring lorsqu'ils sont rejoints par Gerhard Friedrich Müller, Johann Georg Gmelin et Louis de la Croyère. Les scientifiques, en désaccord avec Béring, obtiennent en 1737 une autonomie entière. Béring l'envoie alors à Okhotsk pour l'hiver. Tchirikov y réorganise l'approvisionnement et entreprend l'abattage d'arbres destinés à la construction des navires devant rejoindre l'Amérique. Tchirikov s'oppose fortement à Spangberg et Béring doit apaiser leurs querelles.
Le commandement du Saint-Paul lui est confié en mai 1741. À la recherche de la fameuse et hypothétique Terre de dom Juan de Gama que Joseph-Nicolas Delisle, demi frère de Louis de la Croyère, a fait figurer sur sa carte, le navire de Béring et le sien se perdent de vue. Tchirikov ne reverra plus jamais Béring.
Le 15 juillet 1741, une journée avant Béring, Tchirikov est le premier Européen à atteindre la côte du nord-ouest de l'Amérique du Nord, ce qui deviendra l'Alaska. Béring meurt entretemps et Sven Waxell a pris le commandement de son navire. Tchirikov tente de son côté d'aborder sur le sol américain vers l'île du Prince-de-Galles, mais les hommes envoyés ne reviennent pas (le mystère n'a jamais été éclairci). Il décide alors de rentrer au Kamtchatka car le scorbut et la faim atteignent le navire. Le 11 octobre, au moment où il entre en baie d'Avatcha, vingt-quatre hommes sont morts. Louis de la Croyère meurt à son tour du scorbut dans la chaloupe qui l'amenait à terre.
À son retour, il s'oppose derechef à Martin Spangberg et l'accuse de court-circuiter les lettres destinées à Béring dont la nouvelle de la mort n'est pas connue en Europe pour prendre le commandement de l'expédition. En mai 1742, il navigue de nouveau vers l'Amérique mais le brouillard le met en échec. Atteint par la tuberculose, ce sera sa dernière tentative.
Après la décision de l'Amirauté de mettre fin à la deuxième expédition du Kamtchatka, il est promu capitaine-commandeur en 1746 mais meurt deux ans plus tard de la tuberculose.

## Postérité
L'île Tchirikov au sud-ouest de l'Alaska qu'il a découverte fut nommée en son honneur par l'explorateur anglais George Vancouver.